# Fiorello La Guardia
Fiorello Enrico LaGuardia, més conegut com a Fiorello Henry La Guardia (o LaGuardia) (Nova York, 11 de desembre de 1882 - Nova York, 20 de setembre de 1947) va ser un polític estatunidenc d'origen italià que va ser alcalde de Nova York.

## Biografia
Va néixer a Nova York en una família d'origen italià i es va criar a Arizona fins al setze anys en què la família va anar viure a Trieste, la ciutat on havia nascut la seva mare. La Guardia va tornar als Estats Units l'any 1906, després d'haver treballat en els consolats estatunidencs de Budapest, de Trieste i de Fiume.
La seva primera feina als Estats Units va ser com a intèrpret per al Servei d'Immigració dels Estats Units amb els emigrants que arribaven a l'illa d'Ellis. Va compaginar el treball amb estudis de dret a la Universitat de Nova York. i l'any 1910 ja era advocat titulat.
De 1916 a 1932 va ser membre republicà de la Cambra de Representants. L'entrada a la Primera Guerra Mundial va suposar una aturada en la seva activitat política, ja que es va allistar a l'US Air Service. Després de l'armistici va desenvolupar conjuntament amb George Norris la llei Norris-LaGuardia que va restringir el poder del Congrés per prohibir les vagues.
Va ser alcalde de Nova York entre 1934 i 1945, essent un dels més populars de la història de la ciutat. El seu govern va coincidir amb la Gran Depressió, i fou un dels principals impulsors del New Deal.
Elegit alcalde, amb el seu dinamisme va restaurar la vitalitat econòmica de Nova York. Els seus massius programes d'obres públiques, administrats pel Comissionat de Parcs Robert Moses, van donar feina a milers de novaiorquesos desocupats. Amb la seva constant campanya en recerca de fons federals va aconseguir que Nova York desenvolupés la seva infraestructura.
La Guardia és recordat per llegir a la ràdio les historietes dels diaris durant una vaga de periodistes el 1945, i també per impulsar la creació d'un aeroport comercial dins de la ciutat (Floyd Bennett Field, i posteriorment l'Aeroport LaGuardia).
L'any 1946 va dirigir l'Administració de les Nacions Unides per a l'Auxili i la Rehabilitació (UNRRA, de l'anglès United Nations Relief and Rehabilitation Administration), que havia estat fundada el 1943 per 44 països per ajudar a tornar al seu país presoners i refugiats, principalment a causa de la Segona Guerra Mundial.També els proporcionaven mitjans de supervivència i, als qui no podien tornar al seu país, els ajudaven a trobar un nou lloc on viure.
Fiorello La Guardia va morir a Nova York el 20 de setembre de 1947.

## Reconeixements
Un parc de Nova York al sud de Manhattan (Fiorello La Guardia Park) duu el seu nom i el 1994 s'hi va instal·lar una estàtua seva de bronze. Un l'aeroport de Nova York també duu el seu nom, i també un centre d'ensenyament, on va estudiar Liza Minnelli.

## Interpretacions
El 1960 l'actor Tom Bosley va interpretar l'alcalde al musical Fiorello! guanyant el Premi Tony al Millor actor principal en un musical.